# Agência Sueca do Ambiente
A Agência Sueca do Ambiente ou Agência Sueca de Proteção Ambiental (em sueco:  Naturvårdsverket;  pronúncia) é uma agência governamental sueca, sob a tutela do Ministério do Ambiente.
Está vocacionada para impulsionar e gerir os assuntos relacionados com a proteção do ambiente.

A sede da agência está localizada na cidade de Estocolmo, capital da Suécia.